# Sankt Nikolai undergörarens kyrka, Kolpino
Sankt Nikolai undergörarens kyrka (ryska: Церковь Николая Чудотворца; translitteration: Tserkov Nikolaja Chudotvortsa) är en rysk-ortodox träkyrkobyggnad belägen i förorten Kolpino, i staden Sankt Petersburg, i västra Ryssland.
Kyrkan är helgad åt helgonet Sankt Nikolaus och tillhör Sankt Petersburgs stift i den Rysk-ortodoxa kyrkan.

## Historik

### Tidigare kyrka
Sankt Nikolai undergörarens kyrka i Kolpino byggdes år 1809.
1828 byggdes kyrkan om helt enligt ritningar av ingenjör A. Modrokhs. Vid den tiden kunde kyrkan rymma omkring 130 personer på vintern och omkring 200 personer på sommaren, på grund av dess terrasser.
I augusti eller september 1941 brann kyrkan ned i samband med beskjutningar.

### Nuvarande kyrkan
Den nuvarande Sankt Nikolai undergörarens kyrka började byggas år 1997 och stod klar 2000. Byggandet utgick från arkitekten Valentina Dmitrievna Prokoshinas ritningar.
Kyrkan invigdes den 22 juni 2000.

## Kyrkan
Kyrkans material kommer från en tidigare träkyrka som revs samma år som denna kyrka byggdes.

## Bilder

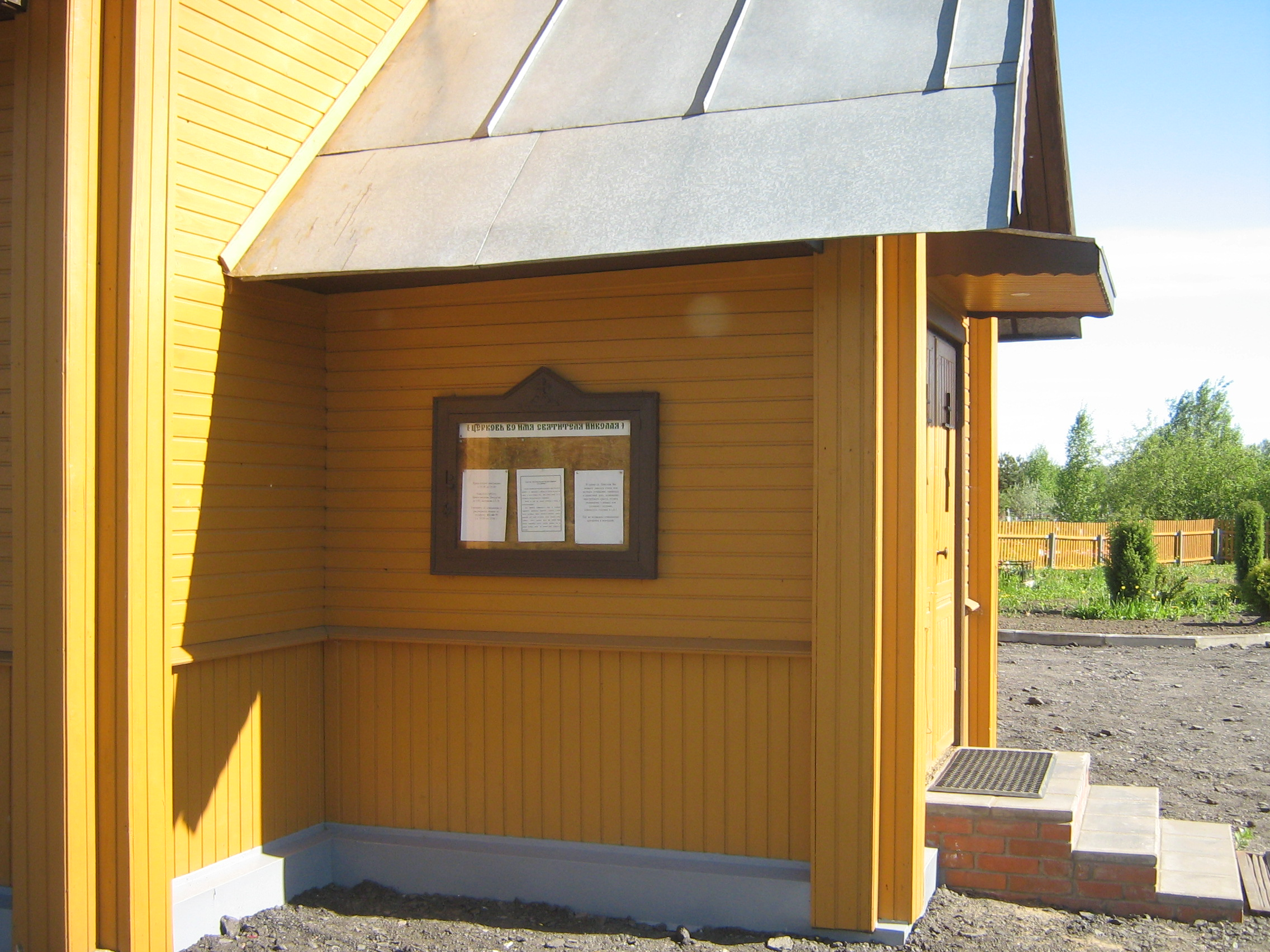
Närmare bild på fasaden.
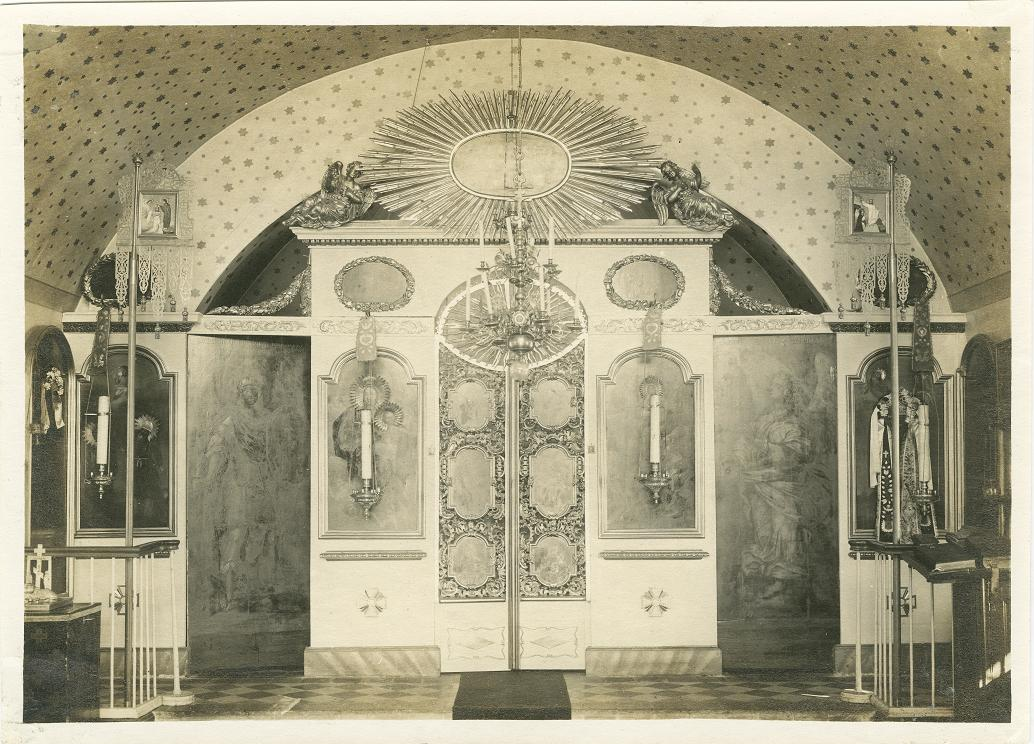
Interiören i den tidigare kyrkan (foto från år 1914).

### Allmänna källor
- Церковь Николая Чудотворца на Колпинском кладбище (старая), Классицизм, Архитектор Модрох А., Колпино Колпинская ул., 1 (citywalls.ru)
- Санкт-Петербург, Церковь Николая Чудотворца (sobory.ru)